# Soubrette
Soubrette (pronuncia-se subrét ) é um termo francês, derivado do provençal soubreto , cujo significado original  é "afetado". Em francês,  no contexto do teatro, refere-se a uma personagem modelo, da jovem criada ou camareira, em peças cômicas. 

## Características
| Tipo de Voz  | Tipo de Voz |
| Feminino     | Masculino   |
| ------------ | ----------- |
| Soprano      | Tenor       |
| Meio-soprano | Barítono    |
| Contralto    | Baixo       |

No teatro musical os papéis de soubrette são feitos por  sopranos ligeiros  e, embora não apresentem maiores dificuldades vocais, requerem qualidades de atriz e uma bela presença. Exemplo  típico  do papel de soubrette na opereta é o de Vlencienne em A viúva alegre de Franz Lehár Também se encaixa nessa tipologia o personagem de Lisette em La rondine de Giacomo Puccini, obra que se situa no limte entre a ópera lírica e a opereta.
No século XIX, o termo soubrette passou a ser usado no teatro de prosa, na opéra-comique e na opereta para indicar personagens femininos divertidos, geralmente de  criadas maliciosas e,  por metonímia,  também  as intérpretes desses papéis.
Na ópera, o termo designa o soprano ligeiro  que, muitas vezes, mas não necessariamente, faz o papel da jovem criada frívola, sedutora e esperta, como a Serpina, de La serva padrona, de Pergolesi, a Susanna, de Le nozze di Figaro ou Despina, de Così fan tutte, de Mozart. É uma voz brilhante e frágil de soprano, com timbre doce e forte, de  tessitura média e  coloratura não extensa. A extensão vocal da soubrette vai  da altura de notas médias a agudas (aproximadamente, do C4 ao D6). Atinge notas altas de forma suave (baixa emissão) e, com pouco esforço, usando  a voz de cabeça. Interpreta papéis cômicos e sagazes  ou mesmo infantis. 
Muitas cantoras jovens começam como soubrettes mas, à medida que envelhecem e a voz amadurece, elas podem ser reclassificadas como outro tipo de voz, geralmente como soprano lírico, soprano lírico coloratura ou  mezzo-soprano. Raramente uma cantora continuará a ser uma soubrette durante toda a sua carreira. Uma exceção é a cantora Thalía, que ainda mantém esta tonalidade vocal. Melanie Martinez também é uma das cantoras que tem esse tipo de voz. Ela cita que gosta muito desse doce tom de voz.